# Kishi (folklore)
Il kishi è un demone a due volti della mitologia angolana. Secondo la leggenda, un kishi ha il volto di un uomo umano attraente sulla parte anteriore del corpo e quello di una iena sulla parte posteriore. Si dice che i kishi usino il loro volto umano, oltre che per parlare e per attrarre delle giovani donne, che poi mangiano con il volto di iena. Si dice che la faccia della iena abbia lunghi denti affilati e mascelle così forti da non poter essere staccate da ciò che morde.
La parola kishi, nkishi o mukisi significa "spirito" in diverse lingue bantu parlate nella Repubblica Democratica del Congo, nello Zambia settentrionale e nell'Angola.